# Onsdagsväninnan
Onsdagsväninnan är en svensk dramafilm från 1946 i regi av Alice O'Fredericks och Sture Lagerwall. 

## Om filmen
Filmen premiärvisades 26 december 1946 på biograf Skandia i Stockholm. Filmen spelades in vid Centrumateljéerna i Stockholm av Karl-Erik Alberts. Som förlaga har man Paul Sarauws pjäs Peter den store som uruppfördes på Det Ny Teater i Köpenhamn 1930. Pjäsen filmades 1943 i Danmark under titeln Hans Onsdags-Veninde.
Filmen räknas idag (2024) som förlorad men dess trailer är bevarad.

## Roller
- Erik "Bullen" Berglund - Larsson, f.d. sjökapten
- Sonja Wigert - Karin Larsson, Larssons dotter
- Gerda Lundequist - Mathilde Hallencreutz, generalkonsulinna
- Sture Lagerwall - Douglas Hallencreutz, direktör, hennes sonson
- Elof Ahrle - Baltzar Quensel
- Ib Schønberg - Möller, betjänt
- Ingrid Envall - Nanna
- Julia Cæsar - inackorderingstant
- Fritiof Billquist - Andersson, frisör
- Carl Hagman - en herre
- Åke Engfeldt
- Signe Lundberg-Settergren - generalkonsulinnans jungfru
- Eric Gustafsson
- Torsten Winge
- Mona Geijer-Falkner

## Musik i filmen
- Kærligheden og du og jeg (Kärleken och du och jag), kompositör Sven Gyldmark, dansk text Poul M. Jørgensen svensk text Karl-Ewert, sång Sonja Wigert
- Kvintett, violin (2), viola, violoncell (2), G. 275, E-dur. Menuett (Boccherinis menuett), kompositör Luigi Boccherini, instrumental.